# 吉川英治賞
吉川英治賞（よしかわ えいじしょう）は、公益財団法人吉川英治国民文化振興会が、優れた文学小説、並びに文化活動に取り組んだ人物や団体に贈賞する制度。

## 贈賞内容
- 吉川英治文学賞
- 吉川英治文学新人賞
以上の2賞は前年1年間に新聞や雑誌などに発表された大衆向け文学小説を対象に審査される。
- 吉川英治文庫賞 シリーズもの大衆向け文学小説を対象に審査される。
- 吉川英治文化賞 日本の文化活動に著しく貢献した人物・並びにグループに対して贈呈される。

## 前身
現在の吉川英治賞の前身は、1962年2月に創設された毎日新聞主催の文学賞。吉川英治が存命中の1962年に、受賞した毎日芸術大賞の賞金を毎日新聞社に寄託し、新人作家育成のための「吉川英治賞」が創設された。この毎日新聞主催の「吉川英治賞」は三回の授賞発表があった。1965年の第3回の授賞発表の翌年、財団法人吉川英治国民文化振興会が設立され（事務所は講談社内）、現在の吉川英治賞の制度になった。
 毎日新聞主催の吉川英治賞の受賞作一覧
- 第1回（1963年） 須知徳平 『春来る鬼』[2]
- 第2回（1964年） 受賞作なし[2]
- 第3回（1965年） 柘植文雄 『石の叫び』[2]